# Enni (Viðoy)
Enni è una montagna alta 651 metri sul mare situata sull'isola di Viðoy, nell'arcipelago delle Isole Fær Øer, in Danimarca.